# Hôtel Estrine
L'hôtel Estrine (ou hôtel de Pistoye) est un ancien hôtel particulier construit au XVIIIe siècle située à Saint-Rémy-de-Provence, en France.

## Localisation
Il est localicé au 8 rue Lucien-Estrine.

## Histoire
Architecture provençale du XVIIIe siècle. L'hôtel particulier est construit en 1748 par Joseph de Pistoye (1712-1775), seigneur de Maillane, juge royal et ordinaire, premier capitaine et viguier de Saint-Rémy, subdélégué de l'intendant de Provence. La famille Pistoye, originaire de Martigues, possédait alors la judicature des princes de Monaco ainsi que d'autres charges judiciaires. Son fils et successeur, François Louis, est guillotiné comme contre-révolutionnaire en 1793.
Après la mort François Louis de Pistoye, il passe au négociant Louis Estrine (1752-1830), ancien conseiller municipal de Marseille. Les Estrine, également d'origine martégale, laissera son nom à l'hôtel puis musée, et cela d'autant plus que la famille a légué l'hôtel à la Ville.
Entièrement restauré en 1989, il obtint le prix du Patrimoine vivant attribué par la Fondation de France.

### Musée Estrine
Il abrite le Musée Estrine, musée de France, collection de peintures modernes et contemporaines. Un Centre d'interprétation Vincent van Gogh propose une documentation, iconographie, des projections, sur la vie et l'œuvre de l'artiste néerlandais. Il est une étape de la Route européenne Van Gogh. Des expositions de peinture moderne et contemporaine sont organisées et une présentation permanente est consacrée au peintre cubiste français Albert Gleizes. Le bâtiment en pierre de taille, à trois niveaux, a été agrandi en 2014 et accueille tous les publics (PMR). Il présente en façade une partie centrale concave où s'ouvre le portail surmonté d'un balcon en fer forgé. À l'intérieur, l'escalier monumental en pierre dessert les pièces du premier étage pavées de tomettes et ornées de gypseries, ainsi qu'une grande galerie donnant sur un jardin suspendu. Au rez-de chaussée une très vaste salle présente les expositions temporaires.

## Description

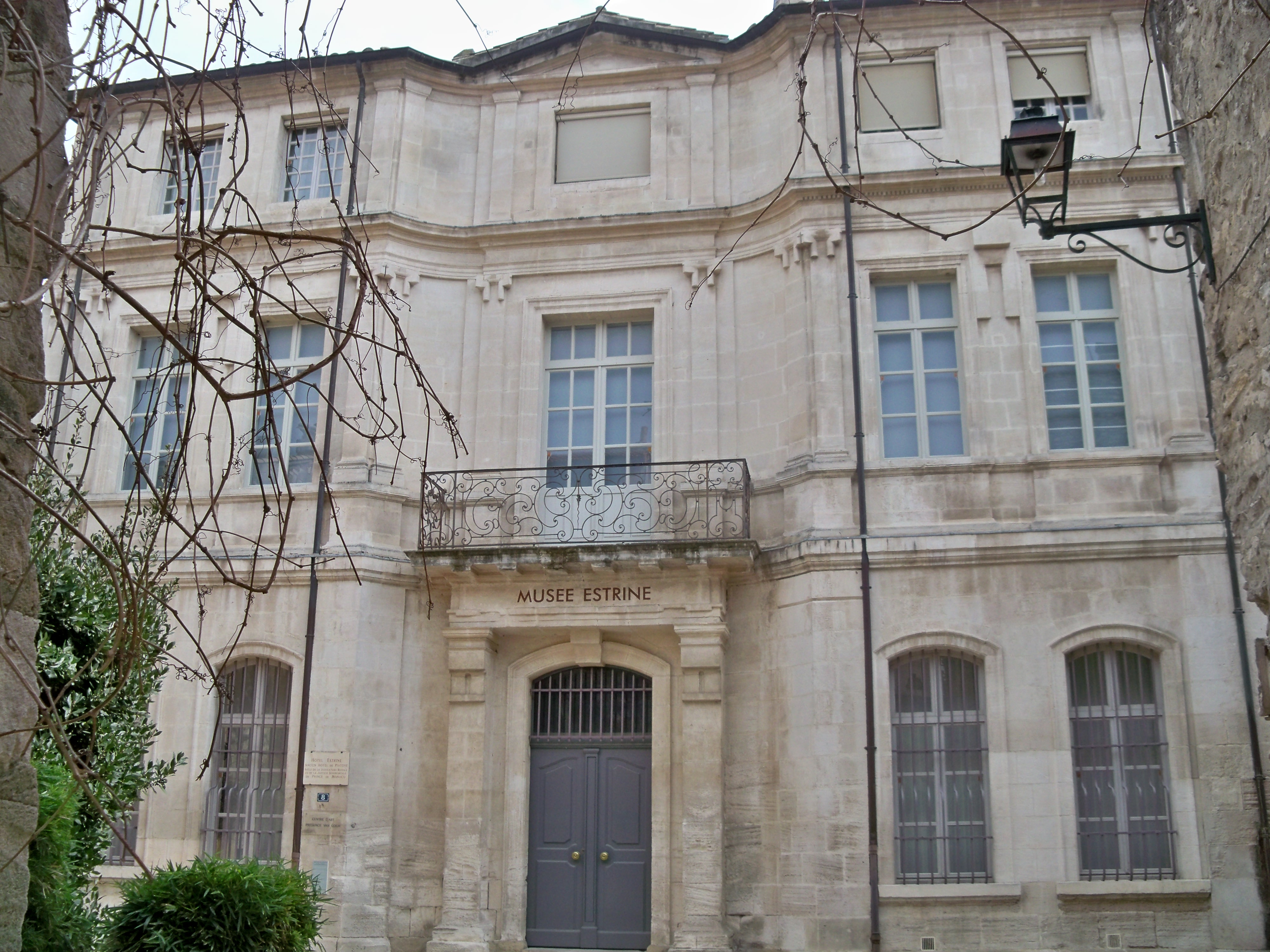
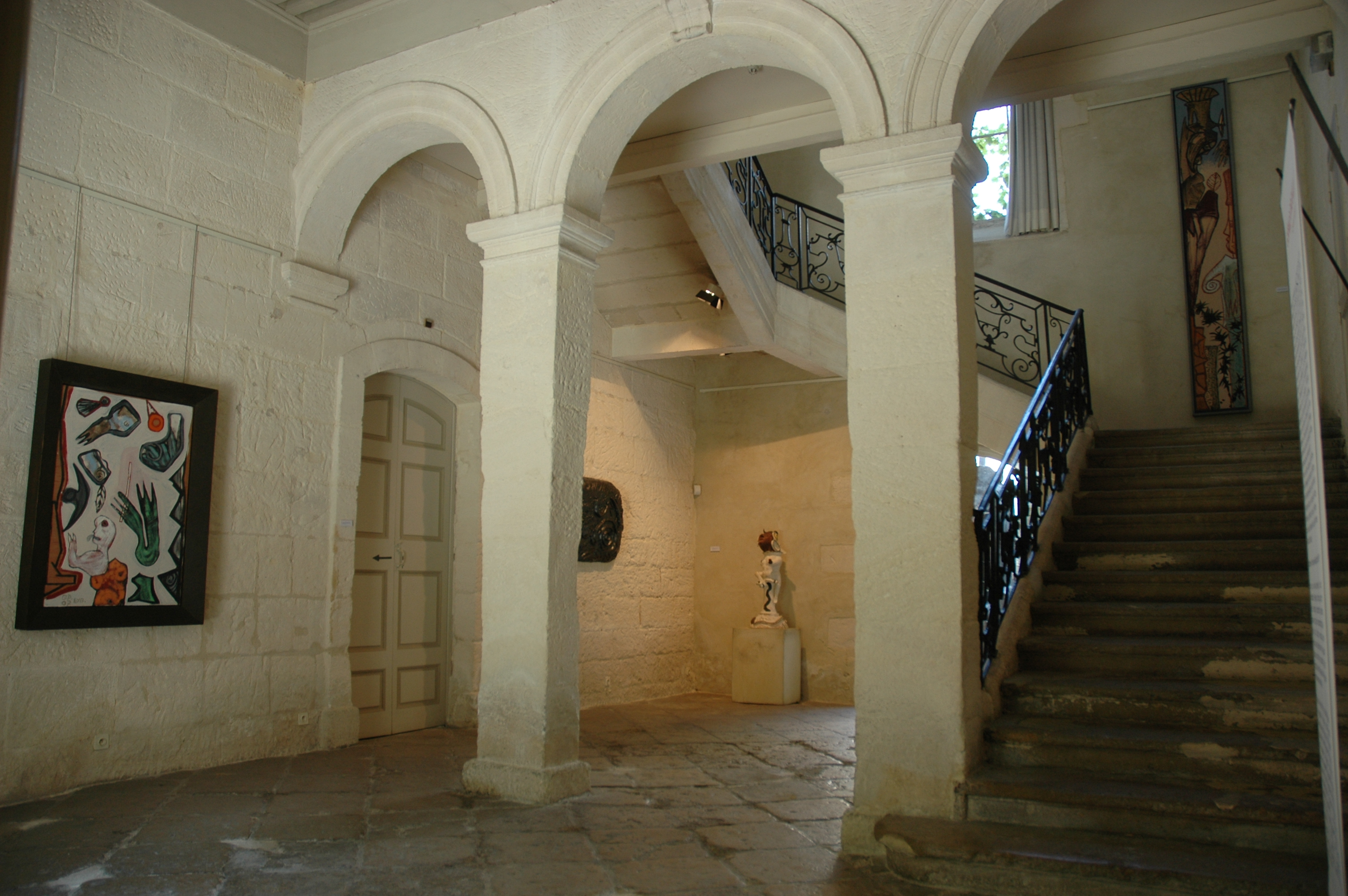
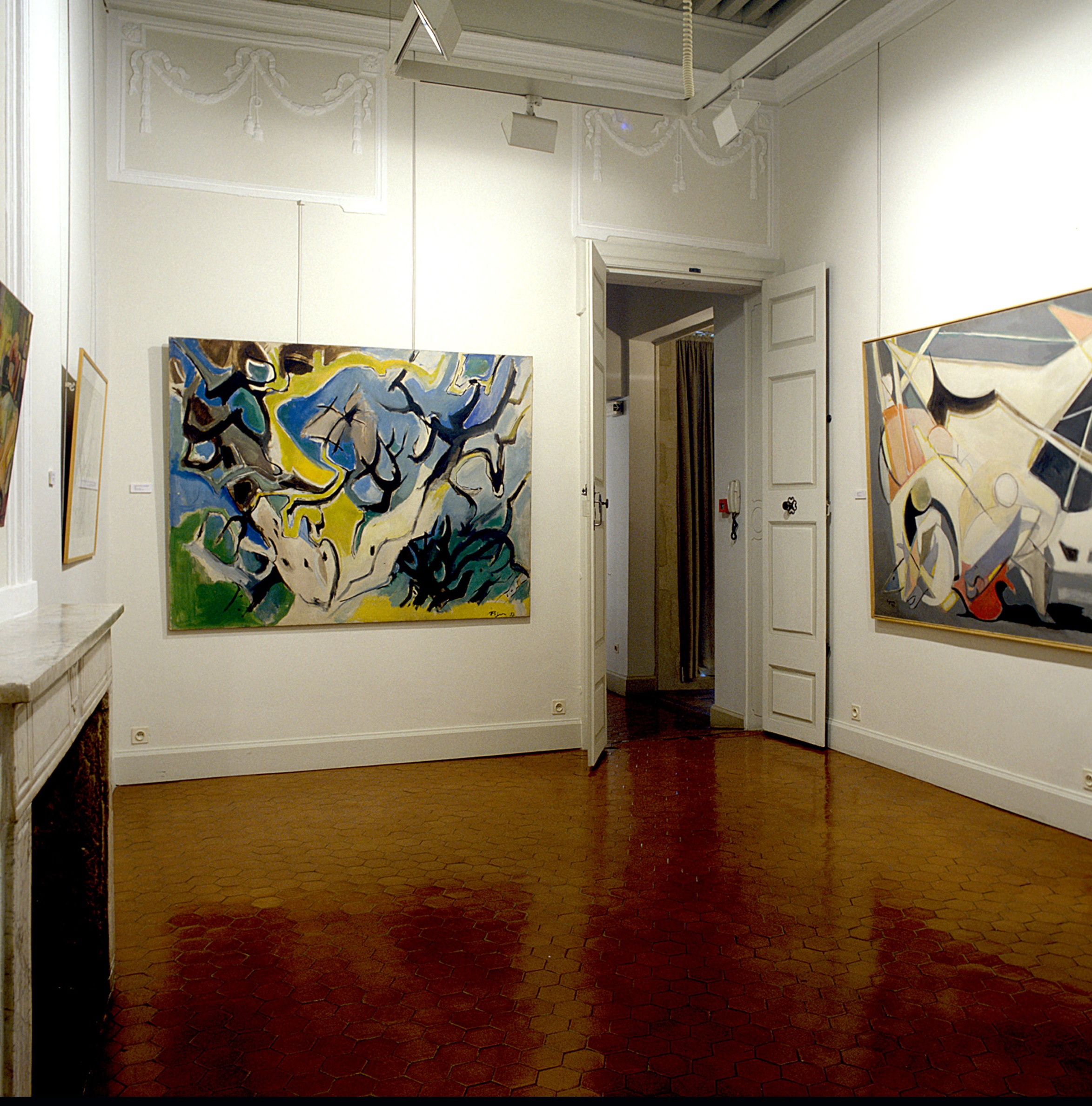